# Hreciîșcea, Liubeșiv
Hreciîșcea (în ucraineană Гречища) este un sat în comuna Dolsk din raionul Liubeșiv, regiunea Volînia, Ucraina.

## Demografie
Componența lingvistică a localității Hreciîșcea
     Ucraineană (100%)
Conform recensământului din 2001, toată populația localității Hreciîșcea era vorbitoare de ucraineană (100%).